# Gustavo Paruolo
Gustavo Paruolo (n. 16 noiembrie 1980), este un jucător argentinian de fotbal, născut în Buenos Aires, Argentina, care activează pe postul de mijlocaș.